# Выборы губернатора Омской области (2018)
Досрочные выборы губернатора Омской области состоялись в Омской области 9 сентября 2018 года в единый день голосования.
На 1 июля 2018 года в Омской области было зарегистрировано 1 529 066 избирателей.

## Предшествующие события
С ноября 1991 года по май 2012, свыше 20 лет, правительство Омской области возглавлял Леонид Полежаев. В мае 2012 году, когда истёк очередной губернаторский срок Полежаева, выборы глав регионов в России не проводились, кандидату губернатора выбирал президент России, а наделяло полномочиям региональное заксобрание. И хотя незадолго до этого, в начале мая, президент Дмитрий Медведев подписал закон, возвращавший в России прямые выборы глав регионов, он вступал в силу только 1 июня 2012 года, а выборы по новым правилам планировались 14 октября 2012 года. Таким образом после истечения срока полномочий Полежаева прямые выборы губернатора ещё не могли быть назначены и в апреле 2012 президент Медведев предложил заксобранию Омской области на должность губернатора гендиректора компании «Газпром межрегионгаз Омск» Виктора Назарова. Он был наделён полномочиями на пятилетний срок до мая 2017 года.
Однако уже через 3 года, в мае 2015, Виктор Назаров досрочно подал в отставку и при этом попросил у президента Путина разрешения баллотироваться вновь (в иных случаях закон это запрещает). Путин разрешение дал и назначил Назарова врио губернатора до вступления в должность избранного на выборах.
На выборах губернатора 2015 года Виктора Назарова одержал уверенную победу. И 22 сентября 2015 года вступил в должность губернатора. 9 октября 2017 года освобождён от должности указом Президента России досрочно по собственному желанию. 
9 октября 2017 года на должность временно исполняющего обязанности губернатора Омской области Путиным был назначен депутат от Справедливой России в Государственной Думе Александр Бурков.

## Ключевые даты
- 7 июня 2018 заксобрание Омской области назначило выборы на единый день голосования — 9 сентября 2018 года
  - следующие 3 дня — опубликование расчёта числа подписей, необходимых для регистрации кандидата
  - следующие 20 дней (до 28 июня) — период выдвижения кандидатов
  - агитационный период начинается со дня выдвижения кандидата и прекращается за одни сутки до дня голосования
- с 15 июля по 25 июля — период сбора подписей муниципальных депутатов и регистрация заявлений кандидатов в избирательной комиссии.
- с 3 августа по 7 сентября — период агитации в СМИ
- 8 сентября — день тишины
- 9 сентября — день голосования

## Выдвижение и регистрации кандидатов

### Право выдвижения
Губернатором Омской области согласно уставу может быть избран гражданин Российской Федерации достигший возраста 30 лет.
У кандидата не должно быть гражданства иностранного государства либо вида на жительство в какой-либо иной стране.

### Муниципальный фильтр
1 июня 2012 года вступил в силу закон, вернувший прямые выборы глав субъектов Российской Федерации. Однако был введён так называемый муниципальный фильтр. Всем кандидатам на должность главы субъекта РФ (как выдвигаемых партиями, так и самовыдвиженцам), согласно закону, требуется собрать в свою поддержку от 5 % до 10 % подписей от общего числа муниципальных депутатов и избранных на выборах глав муниципальных образований, в числе которых должно быть от 5 до 10 депутатов представительных органов муниципальных районов и городских округов и избранных на выборах глав муниципальных районов и городских округов. Муниципальным депутатам представлено право поддержать только одного кандидата.
В Омской области кандидаты должны собрать подписи 5 % муниципальных депутатов и глав муниципальных образований. Среди них должны быть подписи депутатов районных и городских советов и (или) глав районов и городских округов в количестве 5 % от их общего числа. Кроме того, кандидат должен получить подписи не менее чем в трёх четвертях районов и городских округов.
По расчёту избирательной комиссии каждый кандидат должен собрать подписи от 234 до 245 депутатов всех уровней и глав муниципальных образований, из которых от 30 до 32 — депутатов райсоветов и советов городских округов и глав районов и городских округов. При этом нужно собрать подписи не менее чем в 25 районах из 33.
Для самовыдвиженцев, помимо муниципального фильтра, необходимо заручиться поддержкой жителей региона и собрать около 8000 подписей избирателей.

### Кандидаты в Совет Федерации
С декабря 2012 года действует новый порядок формирования Совета Федерации. Так каждый кандидат на должность губернатора при регистрации должен представить список из трёх человек, первый из которых, в случае избрания кандидата, станет сенатором в Совете Федерации от правительства региона.

## Кандидаты
| Кандидат           | Должность (на момент выдвижения)                                                                                      | Партия         | Статус              | Кандидаты в Совет Федерации |
| ------------------ | --- | -------------- | ------------------- | --------------------------- |
| Александр Бурков   | врио губернатора Омской области, Председатель Правительства Омской области                                            | Самовыдвиженец | зарегистрирован     |                             |
| Ирина Дроздова     | пенсионерка, депутат Троицкого сельского поселения                                                                    | Самовыдвиженец | Отказ в регистрации |                             |
| Антон Дрязгов      | исполнительный директор ООО "А-стратегия"                                                                             | Партия Роста   | зарегистрирован     |                             |
| Алексей Ложкин     | депутат Омского городского Совета                                                                                     | ЛДПР           | зарегистрирован     |                             |
| Вячеслав Сибирский | Директор ООО "СибРемСервис"                                                                                           | Самовыдвиженец | Отказ в регистрации |                             |
| Анатолий Соловьев  | заведующий кафедрой "Информационные технологии "Сибирский государственный автомобильно-дорожный университет (СибАДИ)" | Самовыдвиженец | зарегистрирован     |                             |

Предвыборные программы 

## Результаты
| Место                       | Место                       | Кандидат                    | Партия                      | Голосов   | %       |
| --------------------------- | --------------------------- | --------------------------- | --------------------------- | --------- | ------- |
|                             | 1.                          | Александр Бурков            | Самовыдвижение              | 550 232   | 82,56 % |
|                             | 2.                          | Алексей Ложкин              | ЛДПР                        | 56 659    | 8,50 %  |
|                             | 3.                          | Анатолий Соловьев           | Самовыдвижение              | 25 670    | 3,85 %  |
|                             | 4.                          | Антон Дрязгов               | Партия Роста                | 15 654    | 2,35 %  |
| Действительных бюллетеней   | Действительных бюллетеней   | Действительных бюллетеней   | Действительных бюллетеней   | 648 215   | 97,26 % |
| Недействительных бюллетеней | Недействительных бюллетеней | Недействительных бюллетеней | Недействительных бюллетеней | 18 263    | 2,74 %  |
| Всего                       | Всего                       | Всего                       | Всего                       | 666 478   | 100 %   |
|                             |                             |                             |                             |           |         |
| Явка                        | Явка                        | Явка                        | Явка                        | 666 627   | 43,60 % |
| Общее число избирателей     | Общее число избирателей     | Общее число избирателей     | Общее число избирателей     | 1 529 066 |         |